# Сюис (Мозель)
Сюис (фр. Suisse) — коммуна на северо-востоке Франции, регион Гранд-Эст (бывший Эльзас — Шампань — Арденны — Лотарингия), департамент Мозель. Относится к кантону Гротенкен.

## Географическое положение

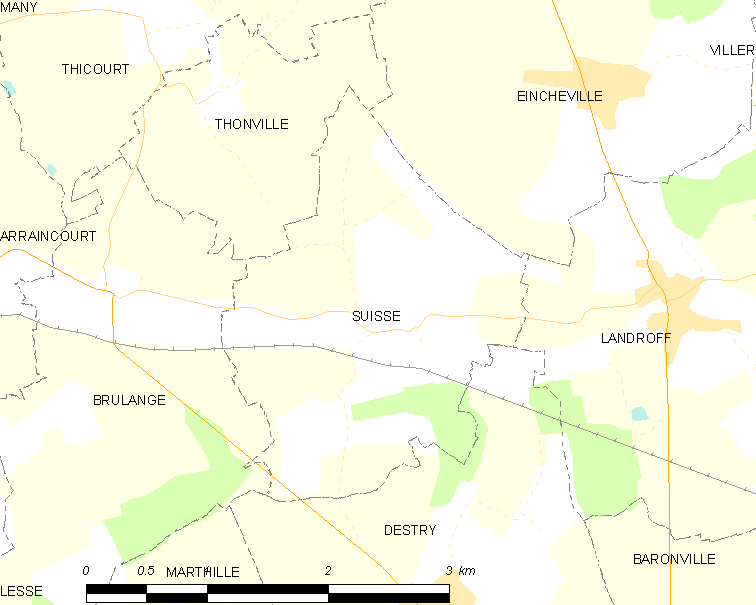
Сюис на карте Франции.

Сюис расположен в 310 км к востоку от Парижа и в 34 км к востоку от Меца. 

## История
- Нижний Сюис принадлежал исторической провинции Три епископства, а Верхний Сюис — исторической провинции Лотарингия.
- Верхний Сюис был разрушен в ходе Тридцатилетней войны (1617—1647) и восстановлен лишь в 1698 году.
- В 1813—1843 годах хутор Верхний Сюис был объединён с Брюланжем.

## Демография

Население Сюисса.

По переписи 2011 года в коммуне проживало 103 человека.

## Достопримечательности
- Часовня Сент-Мари-Мадлен (XVIII век), хоры XV века.